# Wahlen in den Vereinigten Staaten 2020
Die Wahlen in den Vereinigten Staaten 2020 fanden am 3. November 2020 statt.
Zur Wahl standen an:
- der Präsident und Vizepräsident bzw. die Wahlleute des Electoral College, siehe Präsidentschaftswahl
- alle 435 Sitze im Repräsentantenhaus, siehe Wahl zum Repräsentantenhaus
- 35 von 100 Sitzen im Senat, nämlich 33 Sitze der Klasse II sowie jeweils eine Nachwahl in Arizona und Georgia, siehe Wahl zum Senat
- die Gouverneure (Regierungschefs) in elf Bundesstaaten und zwei Außengebieten
- die State Legislatures (Landesparlamente) in allen Bundesstaaten außer Alabama, Louisiana, Maryland, Mississippi, New Jersey und Virginia; außerdem zahlreiche Bürgermeister- und Lokalwahlen
- Außerdem wurden zahllose Referenden auf lokaler, regionaler und Bundesstaats-Ebene entschieden.